# Vila Charlotte
Vila Charlotte, později nazvaná Jindra, poté známa též jako dům spisovatelů, pak opět vila Charlotte, se nachází v lázeňské části Karlových Varů ve čtvrti Westend v ulici Petra Velikého 928/4. Byla postavena v roce 1893.

## Historie
Již v roce 1889 byly ze zastavovacího plánu známy záměry na pozemcích mezi stávající restaurací Švýcarské údolí a hotelem Bristol. Pozemky patřily stavitelům Damianu A. Klemmovi a Josefu Koretzovi; plán prozrazoval výstavbu nových objektů – vil č. I., II. a III. V letech 1891–1893 zde byla vybudována vila č. I., kterou si jako rodinné sídlo postavil karlovarský stavitel Damian A. Klemm a nazval ji podle jména své ženy – vila Charlotte.
Prvotní projekt na výstavbu novorenesanční vily vypracoval pravděpodobně architekt Alfred Bayer a ještě jej přepracoval v roce 1890. Návrh však není parafován. Při srovnání dokumentace této vily s dokumentací o něco mladší vily Klemm, kde je již Alfred Bayer podepsán, vykazují obě shodný rukopis.
Roku 1912 již za nového majitele Karla Richtera došlo k dostavbě balkonů ve štítech budovy a nového vikýře s valbovými stříškami protaženými do jehlanců. Tyto práce zrealizoval karlovarský stavitel Karl Fousek. Tentýž stavitel dostavěl v roce 1925 ještě hygienické zařízení.
V roce 1930 byli u vily Charlotte registrováni tři spolumajitelé – Marta Knollová, Isabelle Schrötterová a Karl Richter. V letech 1935–1939 byl zapsán jako vlastník pouze Karl Richter.
Po druhé světové válce byla vila znárodněna a jmenovala se Jindra. Jejím prvním národním správcem byl Mat. Křepel. V roce 1968 koupil vilu Český literární fond a objekt se stal známým jako dům spisovatelů. Pobývali zde mj. spisovatelé Milan Kundera a jeho bratranec Ludvík Kundera, lékař a spisovatel Ota Dub, spisovatel Adolf Branald, básník a překladatel Miroslav Florian, dagestánský klasik Razul Gamzatov, turecký básník a dramatik Nazim Hikmet, bulharský básník Vatju Rakovski, literární historik a spisovatel Radko Pytlík, spisovatel a básník Josef Toman, herec a spisovatel Miroslav Horníček, spisovatel Jaromír Tomeček, spisovatel Vladimír Páral a řada dalších básníků, spisovatelů či dramatiků. Později byl objekt nazván opět svým původním jménem – vila Charlotte.

## Popis

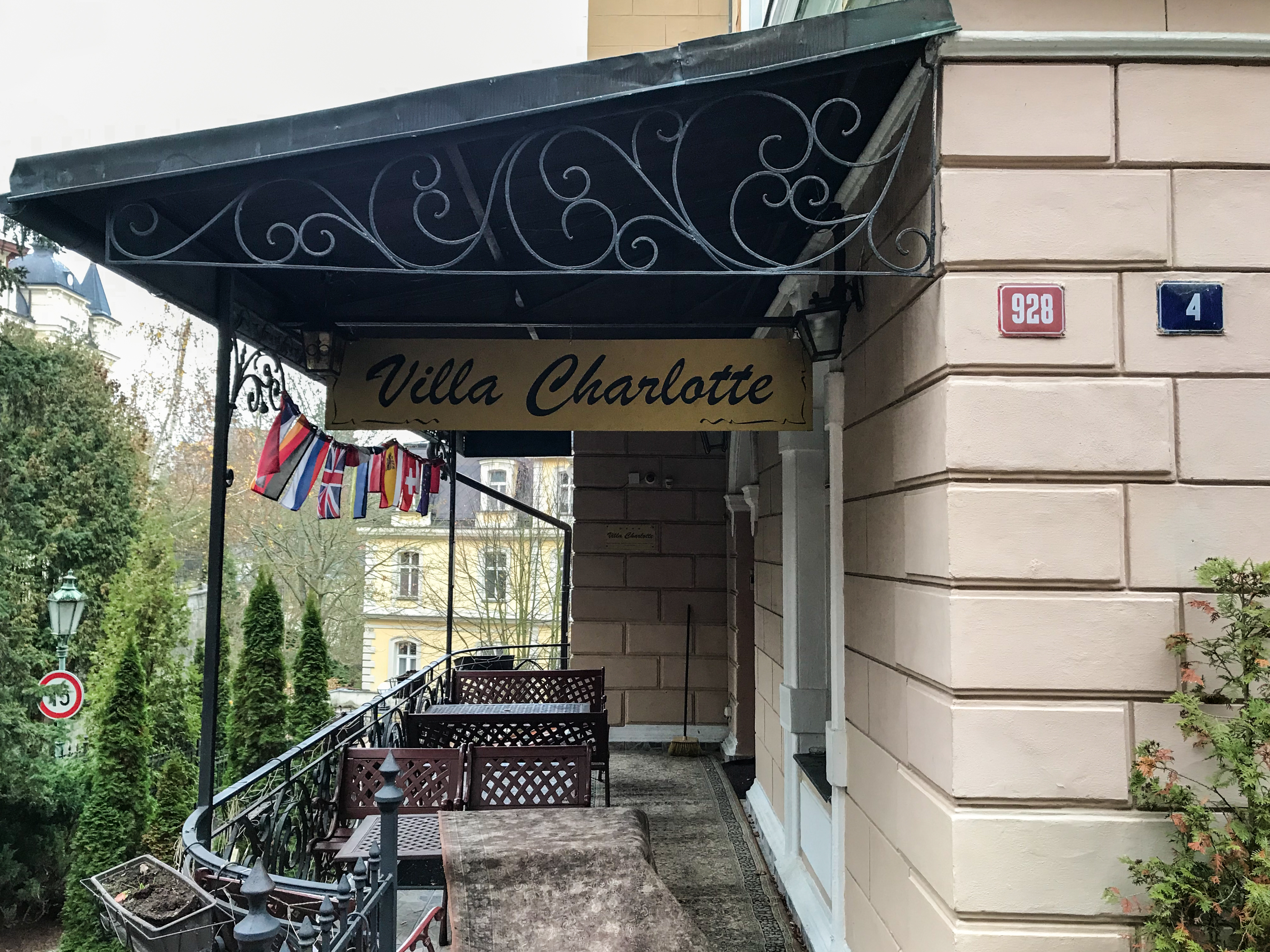
Vchod z ulice Petra Velikého

Vila se nachází ve čtvrti Westend v ulici Petra Velikého 4, č. p. 928.
Dvoupatrová stavba s podkrovím byla postavena na zhruba čtvercovém půdorysu s výrazným asymetrickým řešením. Kompozice fasády byla inspirována severskou renesancí. Je obložena na způsob režného cihelného zdiva, zdůrazněna je nárožní armatura. Rizality jsou ukončeny štíty a nárožní arkýře věžemi s vysokými jehlancovými střechami.
Vstup je umístěn do západního průčelí. Okna jsou obdélná se štukovými šambránami a bosáží, v prvém patře s trojúhelnými frontony, ve druhém s přímými nadokenními římsami. Profilovanou korunní římsu nesou na nárožích volutové konzoly. Na fasádách jsou charakteristická liliová táhla, zde však jsou umístěna pouze dekorativně. Střecha je mansardová, u jednotlivých štítů s průniky sedlových střech. Původní krytina byla z přírodní břidlice dvou barevných tónů. Uprostřed objektu je hala, odkud jsou přístupny jednotlivé pokoje. Na halu navazuje schodiště do vyšších pater.
V interiéru není z původní stavby zachováno příliš umělecko-řemeslných prvků nebo architektonických detailů. Za zmínku stojí vstupní dveře a prostor vestibulu s toskánskými pilastry, které nesou zrcadlové klenby.